# Шикалкотворки
Шикалкотворки (Cynipidae) са семейство дребни (1-8 mm) ципокрили насекоми (Hymenoptera). Включва около 1300 описани вида, разпространени по цял свят. Ларвите на повечето от тях се хранят с растителни тъкани и причиняват видоизменения на тези тъкани наричани шикалки.

## Разпространение
По цял свят. В Европа са описани около 360 вида от 36 рода. В Северна Америка – около 800 вида.

## Класификация
Разделят се на 2 подсемейства и около 6 триба.

## Подсемейства, триби, родове
- Семейство Cynipidae Latreille, 1802 (Шикалкотворки, Розовик и др.)
  - Подсемейство †Hodiernocynipinae Kovalev, 1994 – изкопаема група (Еоцен-Миоцен)
    - Род †Hodiernocynips Kovalev, 1994
      - Вид †Hodiernocynips primigenius Kovalev, 1994
      - Вид †Hodiernocynips planus (Statz, 1938)
      - Вид †Hodiernocynips rotundatus (Statz, 1938)
      - Вид †Hodiernocynips spiniger (Statz, 1938)
      - Вид †Hodiernocynips progenitrix (Kinsey, 1919)
      - Вид †Hodiernocynips ampliforma (Kinsey, 1919)

  - Подсемейство Cynipinae Latreille, 1802
    - Триб Aylacini Ashmead, 1903
      - Род Aulacidea
      - Род Aylax
      - Род Barbotinia
      - Род Cecconia
      - Род Diastrophus
      - Род Iraella
      - Род Isocolus
      - Род Liposthenes
      - Род Neaylax
      - Род Panteliella
      - Род Parapanteliella
      - Род Phanacis
      - Род Rhodus
      - Род Timaspis
      - Род Vetustia
      - Род Xestophanes

    - Триб Diplolepidini Latreille, 1802
      - Род Diplolepis
      - Род Liebelia

    - Триб Eschatocerini Ashmead, 1903
    - Триб Pediaspidini Ashmead, 1903
      - Род Pediaspis

    - Триб Cynipini Latreille, 1802
      - Род Amphibolips
      - Род Andricus
      - Род Aphelonyx
      - Род Biorhiza
      - Род Callirhytis
      - Род Chilaspis
      - Род Cynips
      - Род Dryocosmus
      - Род Neuroterus
      - Род Plagiotrochus
      - Род Pseudoneuroterus
      - Род Trigonaspis

    - Триб Synergini Ashmead, 1896
      - Род Ceroptres
      - Род Periclistus
      - Род Saphonecrus
      - Род Synergus
      - Род Synophrus

## Галерия
- Шикалки от Pontania sp.
- Шикалки от Diplolepsis sp. (czerwone)
- Andricus quercus-calicis
- Andricus fecundatrix Партеногенетично поколение
- Шикалки от Andricus quercuscalicis
- Шикалки от Andricus quercuscalicis
- Шикалки от Neuroterus quercusbaccarum
- Шикалки от Diplolepis rosae
- Шикалки от Cynips longiventris
- Шикалки от Diplolepis rosae
- Мастилена шикалка от дъбова шикалкотворка Cynips quercusfolii